# Luigi Alberto Bianchi
Luigi Alberto Bianchi (* 1. Januar 1945 in Rimini; † 3. Januar 2018) war ein italienischer Geiger und Bratschist.

## Leben
Bianchi entstammte einer Musikerfamilie und spielte seit frühester Kindheit Geige. Da bei seinem Eintritt in das Collegio di Musica in Rom die Violinklassen überfüllt waren, studierte er Bratsche bei Luigi Ghezzi. Zum Examen spielte er Béla Bartóks Bratschenkonzert. An der Accademia di Santa Cecilia war er Schüler von Renzo Sabatini. Dieser vermittelte ihm ein Vorspiel bei Yehudi Menuhin, der sein Mentor wurde. Er lud ihn zum Bath International Music Festival 1968 ein, schrieb die Liner Notes zu seiner Aufnahme zweier Violinsonaten von Johannes Brahms auf LP und nahm mit ihm Mozarts Sinfonia Concertante auf. Bianchi wurde Erster Bratschist des Orchestra Sinfonica della RAI und Mitglied des Trio d’Archi di Roma mit dem Geiger Salvatore Accardo und dem Cellisten Radu Aldulescu und des Quartetto di Roma. 
1970 gewann Bianchi die Carl Flesch International Violin Competition. 1973 wurde er Professor für Viola an der Universität Mailand. Im gleichen Jahr nahm er mit einer Bratsche von Antonio und Girolamo Amati aus dem Jahr 1595 (genannt Medicea oder nach einer Dekoration auf der Rückseite del Crocifisso) Niccolò Paganinis Sonata per la gran viola als Erster nach der technisch extrem anspruchsvollen Originalpartitur und ohne Zuhilfenahme einer fünften Saite auf. Weiterhin spielte er die drei Suiten für Bratsche von Max Reger und 1980 ein Album mit dem Pianisten Bruno Canino ein. Kurz darauf wurde ihm die Bratsche in Mailand aus seinem Auto gestohlen. (Trotz ihrer auffallenden Erscheinung blieb sie bis 2006 verschollen.)
Mit der Versicherungssumme erwarb Bianchi eine Geige von Antonio Stradivari von 1692 und trat nun als Geiger auf. Später erwarb er die Stradivari-Geige Colossus, zu deren Vorbesitzern Giovanni Battista Viotti, Pierre Baillot und Jacques Thibaud zählen. 1998 wurde er zum zweiten Mal Opfer eines Diebstahls: Die Colossus wurde samt zwei Geigenbögen von Dominique Peccatte aus dem Haus seiner Mutter in Rom gestohlen. Sie wird bis heute vermisst.
In den letzten Jahren seiner Laufbahn arbeitete er sowohl als Geiger als auch als Bratschist und spielte unter anderem Kompositionen von Nino Rota. Er ist Autor einer Monographie über Alessandro Rolla, den Lehrer Paganinis.